# Episodi de La casa nella prateria (ottava stagione)
L'ottava stagione della serie televisiva La casa nella prateria è stata trasmessa dalla NBC dal 5 ottobre 1981 al 10 maggio 1982.
Nellie e Percival, Mary e Adam escono di scena. Gli Oleson adottano Nancy.
Da questa stagione, solo per il panorama italiano viene creata un'altra sigla in cui vengono accreditati anche James (Jason Bateman), Cassandra (Missy Francis) e la piccola Grace (Wendi e Brenda Turnbaugh).
| nº | Titolo originale                         | Titolo italiano                             | Prima TV USA     | Prima TV Italia |
| -- | ---------------------------------------- | ------------------------------------------- | ---------------- | --------------- |
| 1  | The Reincarnation of Nellie: Part 1      | La figlia adottiva - parte 1                | 5 ottobre 1981   |                 |
| 2  | The Reincarnation of Nellie: Part 2      | La figlia adottiva - parte 2                | 12 ottobre 1981  |                 |
| 3  | Growin' Pains                            | Una difficile convivenza                    | 19 ottobre 1981  |                 |
| 4  | Dark Sage                                | Il nuovo dottore                            | 26 ottobre 1981  |                 |
| 5  | A Wiser Heart                            | Concorso per Laura                          | 2 novembre 1981  |                 |
| 6  | Gambini the Great                        | Il grande Gambini                           | 9 novembre 1981  |                 |
| 7  | The Legend of Black Jake                 | La leggenda di Black Jack                   | 16 novembre 1981 |                 |
| 8  | Chicago                                  | Un colpo giornalistico                      | 23 novembre 1981 |                 |
| 9  | For the Love of Nancy                    | Per amore di Nancy                          | 30 novembre 1981 |                 |
| 10 | Wave of the Future                       | Il progresso                                | 7 dicembre 1981  |                 |
| 11 | A Christmas They Never Forgot            | Un Natale indimenticabile                   | 21 dicembre 1981 |                 |
| 12 | No Beast So Fierce                       | Un cane selvaggio                           | 4 gennaio 1982   |                 |
| 13 | Stone Soup                               | Una minestra di sassi                       | 18 gennaio 1982  |                 |
| 14 | The Legacy                               | L'eredità                                   | 25 gennaio 1982  |                 |
| 15 | Uncle Jed                                | Lo zio Jed                                  | 1º febbraio 1982 |                 |
| 16 | Second Chance                            | Una seconda possibilità                     | 8 febbraio 1982  |                 |
| 17 | Days of Sunshine, Days of Shadow: Part 1 | Nella buona e nella cattiva sorte - parte 1 | 15 febbraio 1982 |                 |
| 18 | Days of Sunshine, Days of Shadow: Part 2 | Nella buona e nella cattiva sorte - parte 2 | 22 febbraio 1982 |                 |
| 19 | A Promise to Keep                        | Una promessa da mantenere                   | 1º marzo 1982    |                 |
| 20 | A Faraway Cry                            | L'epidemia                                  | 8 marzo 1982     |                 |
| 21 | He Was Only Twelve: Part 1               | Aveva solo dodici anni - parte 1            | 3 maggio 1982    |                 |
| 22 | He Was Only Twelve: Part 2               | Aveva solo dodici anni - parte 2            | 10 maggio 1982   |                 |

Cast regolare:

Michael Landon (Charles Ingalls)
Karen Grassle (Caroline Quiner Ingalls)
Melissa Gilbert (Laura Ingalls)
Matthew Laborteaux (Albert Quinn Ingalls)
Jason Bateman (James Cooper Ingalls)
Lindsay e Sidney Greenbush (Carrie Ingalls)
Missy Francis (Cassandra Cooper Ingalls)
Wendi e Brenda Turnbaugh (Grace Ingalls)

## La figlia adottiva
- Titolo originale: The Reincarnation of Nellie
- Diretto da: Michael Landon
- Scritto da: Michael Landon

### Trama
Episodio in due parti:
Parte 1: Percival alla morte del padre eredita il suo negozio e Nellie comunica ai suoi genitori, con una lettera, di voler rimanere a New York. Anche Adam e Mary si spostano lì in quanto a Walnut Grove non c'è abbastanza lavoro. La scuola per ciechi diventa proprietà dello stato e Caroline chiede ad Hester di trasferirsi a Walnut Grove per aiutarla nella gestione del ristorante, visto che la signora Oleson è caduta in depressione dopo la partenza della figlia. Su consiglio del dottor Baker, per tirarle su il morale, Nels accetta di andare in un orfanotrofio per trovare una bambina da adottare. Il problema è che Harriet vuole qualcuno ad immagine e somiglianza di Nellie, e presto gli Oleson trovano Nancy. Al suo primo ingresso a scuola sembra di tornare indietro nel tempo: la bambina infatti è stata pettinata e vestita come Nellie e Laura ha un attimo di smarrimento. Subito dopo anche il carattere si rivela simile, quando Nancy accusa Cassandra di averle strappato il vestito, mentre in realtà ha fatto tutto da sola per potere prendere il suo posto accanto ad Albert.
Parte 2: Nancy è gelosa di Belinda, a cui Albert riserva le sue attenzioni, e per ottenere il suo posto nella recita scolastica la chiude nella ghiacciaia, facendo credere che sia stato un incidente. Willie capisce la verità e cerca più volte di farlo capire anche ai genitori, ma quando Nancy viene messa alle strette racconta a tutti una finta triste storia, ovvero che la madre l'ha abbandonata per strada pochi mesi prima. Ancora una volta scampa alla giusta punizione finché il direttore dell'orfanotrofio rivela che Nancy non ha mai conosciuto sua madre. Laura convince gli Oleson a non dire niente della scoperta alla bambina ed escogita un piano per convincerla a non mentire più. La recita viene trasformata in una festa per raccogliere fondi per l'orfanotrofio e i compagni di classe eleggono Nancy sirenetta. Il palco della sirena viene svelato al pubblico solo quando la protagonista è già in posizione e solo allora Nancy capirà di essere al centro di un tiro al bersaglio.
- Guest Star: Melissa Sue Anderson (Mary Ingalls), Linwood Boomer (Adam Kendall), Ivan Bonar (Mr. Case), Elizabeth Hoffman (Miss Mason), Melora Hardin (Belinda)

## Una difficile convivenza
- Titolo originale: Growin' Pains
- Diretto da: Maury Dexter
- Scritto da: Larry Bischof

### Trama
La famiglia Ingalls fa i conti ogni giorno con piccoli problemi di convivenza. James diventa molto insicuro e cerca di vivere all'ombra di Albert cercando di emularlo. Quando James rompe il rasoio del fratello, che gli aveva detto di non toccarlo, ne ruba uno uguale all'emporio degli Oleson. Arrivati a casa fa credere a tutti che quello sia il vero rasoio di Albert, però viene ben presto smentito. Albert inizialmente lo incolpa e pensa che accoglierlo in famiglia sia stato un errore, ma Charles gli fa notare che se Laura e Carrie avessero reagito allo stesso modo, lui non sarebbe lì con loro. Il giorno dopo James scappa di casa perché si sente di troppo in una famiglia così numerosa, ma Albert lo va a cercare e, dopo averlo trovato, anziché costringerlo a tornare a casa usa un po' di psicologia inversa e gli dice di voler restare con lui. Durante un forte temporale i due si rifugiano in una grande casa, apparentemente abbandonata, dove vengono rifocillati ed ospitati per la notte dal signor Tibbs, il proprietario. Il loro legame si rafforza e James capisce di dover tornare in famiglia.
- Guest Star: Aaron Fletcher (Sig. Tibbs)

## Il nuovo dottore
- Titolo originale: Dark Sage
- Diretto da: Maury Dexter
- Scritto da: Vince Gutierrez

### Trama
Il dottor Baker assume un aiutante medico di nome Caleb Ledoux, tuttavia il dottor Ledoux è nero e, ad eccezione degli Ingalls, trova poco lavoro a causa del colore della sua pelle. Anche il dottor Baker è un po' prevenuto e gli dà i compiti più umili, ma quando in sua assenza Ledoux è chiamato ad assistere una donna incinta che ha complicazioni durante il parto, il nuovo medico le salva la vita con un taglio cesareo e il dottor Baker si rende conto che l'assistente ha una formazione che lui stesso non possiede. Decide allora di fare pubblicamente ammenda in chiesa al termine della funzione religiosa, invitando il suo collaboratore a restare, richiesta che il dottor Ledoux accetta.
- Guest Star: Don Marshall (Caleb Ledoux), Marlene Warfield (Mattie Ledoux), John Shearin (Nathan Sherman), Anna E. Curry (Jenny Sherman)

## Concorso per Laura
- Titolo originale: A Wiser Heart
- Diretto da: Michael Landon
- Scritto da: Chris Abbott

### Trama
Almanzo incoraggia Laura a partecipare ad un corso universitario di scrittura in Arizona, a cui partecipa anche Eliza Jane e che le darà la possibilità di seguire una lezione tenuta dal prestigioso scrittore Ralph Waldo Emerson. La cognata le dice che potrà pagarsi il soggiorno facendo delle supplenze, ma Laura si ritrova a lavorare come lavapiatti per l'intransigente signora Pierce. Il professore del seminario, di cui Eliza si innamora, fa la corte a Laura e la minaccia di bocciarla se non accetterà un invito a cena a lume di candela, ma lei, fedele ai suoi principi, gli fa capire che deve smetterla. Nel frattempo Mortimer, un collega che Laura ha conosciuto durante il viaggio, è interessato a Eliza Jane e le manda dei fiori, ma lei crede che sia stato il professore e non crede alle parole di Laura che cerca di farle capire che quell'uomo è un poco di buono, però Eliza non impiegherà molto a capirlo da sola.
- Guest Star: Darlene Conley (signora Pierce), Leslie Landon (Pam), Patrick Collins (Mortimer Carstairs), Joe Lambie (William Woestehoff), Lucy Lee Flippin (Eliza Jane Wilder), George Petrie (Ralph Waldo Emerson)

## Il grande Gambini
- Titolo originale: Gambini the Great
- Diretto da: Michael Landon
- Scritto da: Jeri Taylor

### Trama
Albert e Willie sono affascinati dalla vita circense, e in particolare dal Grande Gambini, che esegue numeri pericolosi come essere lanciato dal cannone o essere rinchiuso in una cassa in fiamme uscendone sempre illeso. Charles e Nels sono preoccupati per i loro ragazzi quando scoprono che hanno tentato di emularlo senza pensare al rischio che hanno corso. Ad Albert viene proibito di assistere allo spettacolo di Gambini, ma il ragazzo disobbedisce ed assiste di nascosto al grave incidente che ridimensionerà le sue aspirazioni.
- Guest Star: Jack Kruschen (Rodolfo Gambini), Gloria Manos (Anna Rosa Gambini), Stephen Manley (Marco Gambini), Robert Torti (Stefano Gambini)

## La leggenda di Black Jack
- Titolo originale: The Legend of Black Jake
- Diretto da: Michael Landon
- Scritto da: Chris Abbott

### Trama
Due sprovveduti e bonari criminali rapiscono il signor Oleson, chiedendo poi un riscatto di 100 dollari che Harriet si rifiuta di pagare. Nels decide allora di allearsi con i banditi ed organizza un colossale scherzo alla dispotica moglie facendo rapire anche lei. Fingendo di essere morto, Nels si traveste da capobanda e suggerisce dei piani improbabili per ottenere i soldi della banca. Ciò porta dapprima al rapimento del banchiere Anderson, poi a quello del dottor Baker e del reverendo Alden, infine restano coinvolti anche Charles e Almanzo. Gli "sfortunati" rapitori, non potendo più sfamare così tanti ostaggi, decidono di lasciarli liberi.
- Guest Star: Todd Susman (Max), Royce D. Applegate (Georgie)

## Un colpo giornalistico
- Titolo originale: Chicago
- Diretto da: Michael Landon
- Scritto da: John Hawkins e B.W. Sandefur

### Trama
Charles riceve una lettera del signor Edwards che lo informa della morte improvvisa di suo figlio John che è stato investito da una carrozza. I due amici si ritrovano a Chicago, dove il ragazzo lavorava come copista-giornalista e scoprono che dietro l'incidente si nasconde ben altro. Il capo di John Jr., Callihan, li aiuta nella ricerca della verità, ma qualcuno cerca di fermarlo aggredendolo. Nelle sue ricerche Callihan scopre che John stava indagando su un caso di corruzione aziendale e che stava per pubblicare le sue scoperte. Charles e Isaiah capiscono, allora, che John Jr. è stato in realtà assassinato, grazie anche ad un bambino, B.J. Jackson, che vive di espedienti. Il piccolo rivela di aver visto John esanime in una piccola stradina, mentre un uomo scappava, e non sulla grande strada dove era stato travolto da una carrozza. Il bambino riconosce nell'uomo che scappava il costruttore Drummond.
- Guest Star: M. Emmet Walsh (Callihan), Gene Ross (Drummond), Ernie Hudson (lavoratore agli scavi), Chez Lister (B.J. Jackson), Victor French (Isaiah Edwards)

## Per amore di Nancy
- Titolo originale: For the Love of Nancy
- Diretto da: Maury Dexter
- Scritto da: Chris Abbott

### Trama
Quando la signora Oleson va via per una settimana, Nancy e Cassandra litigano più volte e una furiosa Laura li separa, vietando loro di combattere. Un ragazzo sovrappeso di nome Elmer, appena stabilitosi con la famiglia a Walnut Grove, viene preso in giro dai suoi nuovi compagni di classe, ma cattura subito l'attenzione di Nancy perché è molto bravo in aritmetica e lei, senza la madre a farle i compiti, decide di sfruttarlo a suo vantaggio. Elmer, essendosi innamorato, accetta, ma presto si accorge che la ragazza lo sta usando per primeggiare sugli altri e per evitare i lavori di casa e la ricerca scolastica.
- Guest Star: J. Brennan Smith (Elmer Miles), Charles Shull (Sig. Miles), Elizabeth Rogers (Sig.ra Miles)

## Il progresso
- Titolo originale: Wave of the Future
- Diretto da: Maury Dexter
- Scritto da: Jeri Taylor

### Trama
La signora Oleson si cala nel mondo del franchising e, dopo aver firmato un contratto atto a rendere il ristorante di Nellie più redditizio, lo ribattezza col marchio della Signora Sullivan. Purtroppo l'attività diventa così pesante che Caroline, Hester ed Harriet non hanno più tempo ed energie per fare altro, tanto da trascurare anche le loro famiglie. Charles propone a Nels di aprire un ristorante nel salotto della sua casa per far calare gli affari della concorrenza e convincere il direttore del franchising a recedere dal contratto. Il primo si dedica ad allietare gli ospiti suonando il violino, il secondo si dedica alla cucina; i due riescono nel loro intento salvando così le loro mogli e loro stessi.
- Guest Star: Margaret Wheeler (Sig.ra Sullivan), Laurie Main (Maggiore Guffey), Elmore Vincent (Ernest), Phil Chambers (Sig. Matlock), Anita Keith (Sig.ra Matlock)

## Un Natale indimenticabile
- Titolo originale: A Christmas They Never Forgot
- Diretto da: Michael Landon
- Scritto da: Don Balluck

### Trama
La famiglia Ingalls al completo, compresi Adam e Mary, si riunisce nella piccola casa per la vigilia di Natale, assieme all'amica Hester. Una forte nevicata costringerà le figlie ed i rispettivi mariti a passare la notte lì. Ognuno racconterà i propri ricordi d'infanzia.
- Guest Star: Melissa Sue Anderson (Mary Ingalls), Linwood Boomer (Adam Kendall),  Jerry Supiran (Almanzo bambino), Newell Alexander (Frederick Holbrook), Tom Lester (Mr. Wilder), Victor French (Isaiah Edwards)

## Un cane selvaggio
- Titolo originale: No Beast So Fierce
- Diretto da: Michael Landon
- Scritto da: Carole Raschella e Michael Raschella

### Trama
James fa amicizia con Gideon, un bambino che balbetta. Alle sue spalle, James lo prende in giro e Gideon fugge sconvolto. Mentre Caroline cerca Gideon per convincerlo a tornare a casa, Charles si fa accompagnare da James a Minneapolis per vendere delle sedie fatte a mano da lui. Lungo la strada, un cane selvaggio si affeziona a James e lo salva più volte, mettendo dei ladri in fuga e azzannando un orso. L'aspetto singolare del cane, che appare brutto e rabbioso, ma anche triste e solo, fa riflettere James. Quando, tornato a casa, va da Gideon per chiedergli perdono, il cane lo aiuterà ad avere una seconda possibilità.
- Guest Star: Peter Billingsley (Gideon), Dennis Howard (Sig. Hale), Jennifer Rhodes (Sig.ra Hale), Robert Boon (Sven Johanssen)

## Una minestra di sassi
- Titolo originale: Stone Soup
- Diretto da: Maury Dexter
- Scritto da: Peter Dixon

### Trama
Laura parla con Willie chiedendogli di essere un buon esempio per gli studenti più giovani. Si tratta di un discorso che Willie prende molto sul serio, soprattutto dopo che Laura, sopraffatta dalla gravidanza e dal lavoro nel frutteto in assenza di Almanzo, crolla per un colpo di calore. Caroline e Albert la trovano svenuta a terra e la riportano in casa proprio mentre arriva Willie, che subito corre a chiamare il dottor Baker, salvando così Laura. Poi, dopo aver sentito Caroline leggere Una minestra di sassi a scuola, Willie insieme ad Albert capisce che l'unione fa la forza e decide con i suoi compagni di classe di aiutare gli agricoltori locali per affrontare la siccità, iniziando dal frutteto di Laura, fino al ritorno di Almanzo.

## L'eredità
- Titolo originale: The Legacy
- Diretto da: Michael Landon
- Scritto da: Vince R. Gutierrez

### Trama
L'episodio parte nel presente, ovvero nel 1982, con una coppia che durante un'asta vede un antico tavolo marchiato con le iniziali "CI". Poi, con un flashback, si apprende che il tavolo era opera di Charles. Nel 1885 Charles va a Minneapolis per vendere il tavolo di sua creazione e viaggia con un suo amico, ma sulla strada di ritorno assiste impotente alla morte di quest'ultimo. Tornato a Walnut Grove rimane colpito dalla reazione dei figli dopo la morte del loro genitore: essi pensano solo all'eredità e vendono la fattoria del padre, andando contro la volontà della madre. Charles, ancora scosso dall'accaduto, decide di voler lasciare ai posteri qualcosa che non lo faccia dimenticare. Anche se Caroline gli dice che la sua migliore eredità sono i figli, Charles decide di partire per qualche mese senza famiglia e recarsi in un laboratorio di falegnameria; qui, in una stanza messa a disposizione da un commerciante di mobili, guida i lavori della costruzione dei tavoli da lui ideati. All'inizio gli affari vanno bene, ma poi qualcuno ruba il suo progetto e costruisce i suoi tavoli in serie ad un prezzo minore. Il fallimento gli fa capire che Caroline aveva ragione: la sua eredità sono i figli. Alla fine dell'episodio si ritorna ai giorni nostri con i due giovani che comprano il tavolo marchiato con le iniziali di Charles: entrambi sono orgogliosi dell'acquisto e si ripromettono di scoprire chi lo ha realizzato.
- Guest Star: Claude Earl Jones (Jack Prescott), June Whitley Taylor (Sig.ra Prescott), Robert Boon (Sven Johanssen), Paul Larson (Addison Fisk), J.S. (Joe) Young (Sig. Cooper)

## Lo zio Jed
- Titolo originale: Uncle Jed
- Diretto da: Maury Dexter
- Scritto da: Don Balluck

### Trama
Jed Cooper, zio di James e Cassandra, si presenta da Charles dicendogli di essere diventato ricco e chiede di stare un po' di tempo con i nipoti che gli si affezionano. Qualche giorno dopo li costringe a scegliere tra lui e gli Ingalls, ma i due fratelli rispondono di voler rimanere nella loro nuova famiglia. Il vecchio non si rassegna e ne chiede legalmente la custodia, che gli viene concessa dal giudice. Dopo aver subito un attacco di tosse di fronte all'emporio, il dottor Baker gli rivela che ha la tubercolosi e che dovrà partire per regioni molto più calde se vorrà vivere ancora qualche anno. Jed Cooper decide allora di lasciare i nipoti agli Ingalls, dicendo ai bambini di dover andare via per affari lontano da Walnut Grove.
- Guest Star: E.J. André (zio Jed Cooper)

## Una seconda possibilità
- Titolo originale: Second Chance
- Diretto da: Maury Dexter
- Scritto da: Don Balluck

### Trama
Dopo tanti anni si rifà vivo Sam, l'ex marito di Hester. L'uomo, alcolizzato e giocatore incallito, aveva lasciato la moglie per un'altra donna. Sam va a Walnut Grove in cerca di lavoro e di Hester. Quando la trova cerca di convincerla in tutti i modi di essere cambiato e un po' alla volta riesce a riconquistarla, chiedendole anche di risposarlo. Egli riesce a trovare dei lavoretti e poi un posto fisso grazie a Charles che gli fa fare delle consegne. In una di queste occasioni, Hester gli affida dei soldi e lui, lontano dalla donna amata, ricade nella tentazione del gioco e dell'alcol spendendo i soldi di Hester e quelli avuti dalla consegna fatta per conto di Charles. Per non farsi scoprire, dopo essersi auto-ferito alla testa, finge di essere stato aggredito e derubato. Tutti gli credono, fino a quando Charles non riceve una lettera dall'uomo destinatario delle sue consegne che gli rivela di aver assistito allo sperpero del denaro di Sam. Charles si reca dall'uomo per avere spiegazioni e quest'ultimo, promettendo di non cadere più in tentazione, gli chiede di non dire nulla a Hester. In accordo con Caroline, Charles nasconde la verità all'amica. Nel giorno del matrimonio, quando ormai Hester è pronta per andare in chiesa, si presenta Naomi, una donna con due bimbi che dice di essere la moglie di Sam e di essere stata da lui abbandonata e derubata. Quando Hester chiede spiegazioni all'uomo, lui continua a mentire, ma Caroline, presente alla scena, gli intima di dire tutto. Sam, messo davanti all'evidenza, confessa e finalmente Hester capisce che non può più dargli altre possibilità.
- Guest Star: J.A. Preston (Sam Terhune), Marguerite DeLain (Naomi Terhume)

## Nella buona e nella cattiva sorte
- Titolo originale: Days of Sunshine, Days of Shadow
- Diretto da: Michael Landon
- Scritto da: Don Balluck

### Trama
Episodio in due parti:
Parte 1: Quando Almanzo si ammala di difterite, comincia a preoccuparsi della condizione dei suoi raccolti, per realizzare i quali aveva ipotecato la casa. Nel corso di una grandinata, a causa della quale perde il raccolto, si precipita fuori in preda al panico e viene colpito da un ictus. Charles, come sempre, si prodiga per aiutare la figlia ipotecando la sua casa e accettando un lavoro pericoloso per la ferrovia, tutto questo all'insaputa di Laura. Almanzo diventa sempre più depresso, rifiutando di fare gli esercizi necessari per la riabilitazione delle sue parti paralizzate, e neanche la nascita di sua figlia Rose lo aiuta. A peggiorare le cose arriva Eliza Jane che, con fare invadente, inizia a prendersi cura di suo fratello e gli propone un lavoro meno faticoso a Minneapolis.
Parte 2: Poco dopo, Laura si ferisce durante un tornado e cade in depressione quando scopre che anche la sua casa è irrimediabilmente danneggiata. Almanzo, a sua volta depresso, desidera solo di morire, ma quando vede una piantina, che lui stava curando, risorgere da sotto i resti della sua casa, prende la decisione di iniziare gli esercizi consigliati dal dottor Baker e di ricostruire tutto, a costo di ferire la sorella rinunciando di trasferirsi a Minneapolis. Con l'aiuto, ancora una volta, di Charles, Almanzo fa una sorpresa a Laura ricostruendo la casa e mostrandole i miglioramenti fatti dal punto di vista fisico.
- Guest Star: Lucy Lee Flippin (Eliza Jane Wilder), Eddie Quillan (passeggero sul treno)

## Una promessa da mantenere
- Titolo originale: A Promise to Keep
- Diretto da: Michael Landon
- Scritto da: Vince R. Gutierrez

### Trama
È passato un anno dalla morte di John jr. e Isaiah trova conforto solo nell'alcool. Dopo una sua brusca reazione, che rovina la festa di compleanno del figlio Carl, Grace lo scaccia di casa. Al signor Edwards non resta che tornare a Walnut Grove, dove nasconde la verità agli amici e continua a bere. Ciò lo porta ad essere la causa di un grave incidente in cui Albert rimane ferito. Scoperto l'accaduto, Charles abbandona l'amico che sembra aver perso tutto anche lì. Sarà Laura l'unica a tendergli la mano, ospitandolo in casa sua e proponendogli di diventare il padrino di battesimo di Rose. Isaiah pian piano smette di bere, finché riceve una lettera della moglie in cui Grace gli rivela di aver conosciuto un altro uomo e di aver chiesto l'annullamento del matrimonio. Ciò in un primo momento lo destabilizza nuovamente, ma poi Isaiah trova nella preghiera, nella vicinanza del Reverendo Alden e nella ritrovata amicizia di Charles la forza di ripartire, diventando finalmente il padrino di Rose.
- Guest Star: Victor French (Isaiah Edwards), Corinne Michaels (Grace Edwards), Kyle Richards (Alicia Edwards), David R. Kaufman (Carl Edwards)

## L'epidemia
- Titolo originale: A Faraway Cry
- Diretto da: Maury Dexter
- Scritto da: Don Balluck (soggetto); Pamela Balluck e Don Balluck (sceneggiatura)

### Trama
In un accampamento di cercatori d'oro un'epidemia miete molte vittime. Louisa, dopo aver appreso che anche il dottore è morto, si preoccupa per la sua gravidanza e per quella della vicina Ellen. Non le rimane che spedire una lettera a Caroline, sua amica d'infanzia, che convince il dottor Baker ad andare insieme a lei ad aiutarla.
- Guest Star: Brion James (Amos), Ruth Silveira (Louisa Beckwith), Calvin Bartlett (Horace Beckwith), James Griffith (Reverendo Bob), Dennis Lipscomb (Sherman Andruss), Betty McGuire (Nora Cramer)

## Aveva solo dodici anni
- Titolo originale: He Was Only Twelve
- Diretto da: Michael Landon
- Scritto da: Paul W. Cooper (parte 1); Michael Landon (parte 2)

### Trama
Episodio in due parti:
Parte 1: Per il suo dodicesimo compleanno, James riceve del denaro da suo zio Jed e secondo Charles è più conveniente versare la somma in una banca di Sleepy Eye. Sfortuna vuole che il ragazzo ed il fratello maggiore Albert vi entrino proprio mentre c'è una rapina.
James viene ferito gravemente. Il bancario corre a sparare ai rapinatori ferendone uno ma al ritorno alla banca trova James sanguinante fra le braccia di Albert che piangendo lo prega di andare a chiamare un dottore. Quando il medico dice a Charles che le lesioni sono potenzialmente fatali lui, il signor Edwards e Albert vanno a caccia dei rapinatori. Dopo un lungo viaggio, riescono finalmente a trovarli e ad assicurarli alla giustizia.
Parte 2: James rimane in coma dopo un'operazione riuscita per rimuovere il proiettile. Charles rifiuta di accettare la prognosi del dottor Baker secondo cui James non si riprenderà, perché crede che Dio gli abbia detto che James verrà guarito. Quando la sua famiglia e i suoi amici si chiedono se stia perdendo il contatto con la realtà, Charles porta via James nel bosco, e dopo aver costruito un rifugio e un altare di pietra incontra un anziano uomo che crede essere stato mandato da Dio. Rifiutandosi di andarsene fino a quando James non si riprenderà, Charles prega per un miracolo, che alla fine accadrà.
- Guest Star: Victor French (Isaiah Edwards), Chris Hendrie (Coy), John Dennis Johnston (Lawrence), Tom Roy Lowe (Leon), Bill Vint (Escal), R.D. Call (Dwayne), Don Beddoe (il vecchio), Martin Rudy (Dr. Stanfill)